# 帕特里克·瑞安 (田径运动员)
帕特里克·瑞安（英語：Patrick Ryan，1883年1月20日—1964年2月13日），美国男子田径运动员。他曾代表美国参加1920年夏季奥林匹克运动会田径比赛，获得一枚金牌和一枚银牌。